# Angry Birds Space
Angry Birds Space foi o quarto jogo da série Angry Birds, foi feito em parceria com a NASA para ser mais preciso em relação ao espaço sideral.

## Jogabilidade
Nesse jogo volta o objetivo de matar porcos com a diferença que é no espaço, os personagens se movimentarão como se estivessem localizados a 390 km. da superfície terrestre, em uma estação espacial. A gravidade e a atmosfera dos planetas entre outras leis da física irão alterar a jogabilidade.

## Fases
- Pig Bang (O Krypton dos porcos)
- Cold Cut(Cortes gelados)
- Fry Me To The Moon (Me leva a lua)
- Utopia (Planeta Rosca)
- Red Planet (Planeta Vermelho)
- Pig Dipper (Lagorco)
- Eggsteroids (Ovos Asteróides)
- Danger Zone (Zona do Perigo)
- Cosmic crystals (Cristais cósmicos)
- Beak Impact (Impacto do Bico)
- Solar System (Sistema Solar)
- Brass Hogs(Porcos de Bronze)

## lançamento do jogo
Em fevereiro de 2012, Rovio anunciou um novo jogo da série Angry Birds para ser chamado Espaço Angry Birds. Espaço Angry Birds lançada em 22 de março de 2012, e apresenta elementos dos anteriores jogos Angry Birds, bem como novas mecânicas de jogo. O jogo inicialmente continha 60 níveis com níveis adicionais disponíveis como atualizações gratuitas ou com compras in-app. Para o lançamento do jogo, Rovio parceria com a operadora de telefonia móvel T-Mobile para construir uma engenhoca de altura de 300 pés, com 35 metros de altura de descanso pássaro vermelho nele na Space Needle de Seattle para torná-lo parecido com um estilingue.
Donald Pettit demonstra microgravidade usando personagens de 'Angry Birds'. 

Em 8 de março de 2012, novas imagens do Espaço Angry Birds, apresentado por Donald Pettit o astronauta da Nasa a bordo da Estação Espacial Internacional, foi liberado. O vídeo mostra que o palco do jogo não é mais plana, em vez compreendendo vários planetóides diferentes, cada qual tem o seu próprio campo gravitacional que afeta a trajetória das aves após o lançamento. NASA afirma que tal colaboração com a Rovio Mobile podem compartilhar a emoção do espaço com a comunidade Angry Birds, educar os usuários sobre os programas da NASA, e criar experiências educacionais interativos para o público.
O jogo apresenta variações do personagem pássaro existente e um novo personagem que cada carregam suas próprias habilidades únicas. A partir de 01 de junho de 2012, Angry Birds Space foi baixado um total de 100 milhões de vezes desde o lançamento em iOS, Android, PC e Mac.
Em abril de 2012, a primeira atualização para Angry Birds Space foi lançado e continha "Fry Me to the Moon", um novo episódio, com 10 novos níveis. Em maio de 2012, uma nova atualização foi lançada com os primeiros 10 níveis do próximo episódio de "Utopia". Em junho de 2012 uma atualização para a versão Android incluído "zona de perigo", uma compra in-app com 30 níveis de desafio que tinham sido anteriormente disponível para iOS e Águia Espaço. Em julho de 2012, Rovio lançou uma atualização desbloquear o resto dos níveis de "Utopia", bem como 10 novos níveis de bônus. Em 23 de agosto de 2012, uma atualização contendo os primeiros 20 níveis do próximo episódio, intitulado "Planeta Vermelho", foi lançado, em conjunto com o pouso do Curiosity Rover, que os Space Pigs seqüestrar para seus próprios fins. Em 01 de novembro, Angry Birds Space foi atualizado para completar "Red Planet" e acrescentou um Bonus Space Eagle Nível para cada episódio. Estes são desbloqueados, obtendo 100% em cada nível usando o espaço de Eagles. Em 10 de janeiro de 2013, uma atualização acrescentou: "Pig Dipper", que contou com a física da água, e inclui uma luta contra o chefe submarino do Rei Porco. A atualização também introduz novos power-ups: o Flock of Birds, que lança quatro pequenas versões do pássaro com o power-up ativo, o Pig Puffer, que infla certos porcos no nível, eo Ovo espaço, que é um ovo que destrói tudo o que ele cair diante. Em 07 março de 2013, rock slash legendaire fez sua própria música para o tema Espaço Angry Birds. Em 13 de setembro de 2013, Rovio lançou "Cristais Cósmicos", que adiciona cristais e planetas cristal quebráveis. Em 05 de junho de 2014, Rovio acrescentou: "Impacto Bico", que adiciona 40 níveis e 10 níveis de bônus.
Mattel fizeram jogos de tabuleiro baseados no jogo. Estes são chamados de Angry Birds no espaço Espaço e Angry Birds: Planeta Bloco Version. Angry Birds Space: Planeta Bloco Versão destaque porcos com capacetes satélite.